# Uvaria obanensis
Espèce
Uvaria obanensis Baker f. est une espèce de plantes à fleurs de la famille des Annonaceae et du genre Uvaria. C'est un arbuste présent au Cameroun et au Nigeria.

## Étymologie
L'épithète spécifique obanensis fait référence aux monts Oban au Nigeria, où elle a été découverte par l'explorateur Percy Amaury Talbot et sa femme.

## Description
C'est un arbuste sarmenteux.

## Distribution
Outre le site initial au sud-est du Nigeria, l'espèce, subendémique et assez rare, a surtout été récoltée au Cameroun, dans quatre régions (Ouest, Sud-Ouest, Sud et Est).